# Vương Chiêu Quân
Vương Chiêu Quân (chữ Hán: 王昭君), cũng gọi Minh phi (明妃) hoặc Minh Quân (明君), là một nhân vật chính trị thời nhà Hán, nguyên là cung nhân của Hán Nguyên Đế, rồi trở thành vợ của Thiền vu Hung Nô là Hô Hàn Tà.
Với sắc đẹp khiến chim phải sa xuống - được ví là Lạc nhạn (落雁) cùng điển tích Chiêu Quân xuất tái (昭君出塞), câu chuyện về Chiêu Quân trở thành một hình ảnh Hòa thân, là đề tài sáng tác phổ biển của thi ca, nghệ thuật. Vương Chiêu Quân đi vào lịch sử Trung Quốc như một người đẹp hòa bình, trở thành một trong Tứ đại mỹ nhân của lịch sử Trung Quốc.

## Tiểu sử

### Tên gọi
Vương Chiêu Quân tên thật là Tường (薔, 牆, 檣 hoặc 嬙), tự là Chiêu Quân (昭君), cũng trong Hậu Hán thư lại nói "tên Chiêu Quân, tự là Tường", người ở quận Nam (南郡; nay là huyện Hưng Sơn, tỉnh Hồ Bắc).
Cái tên [Chiêu Quân; 昭君] có một ý nghĩa rất lớn. Sách Thuyết văn (说文) nói: 「"Chiêu, nhật minh dã"; 昭，日明也。」, có nghĩa chữ "Chiêu" là nói đến ánh sáng của mặt trời, mà mặt trời khi xưa thường ví Thiên tử. Còn như "Quân", là một phong hiệu từ thời Tiên Tần dùng cho các vương thất công tử, như Mạnh Thường quân hay Xuân Thân quân, đời nhà Hán thường hay phong tước Quận quân cho các nữ quý tộc (như chị cùng mẹ của Hán Vũ Đế là Tu Thành quân Kim Tục), hoặc lại có lệ đặt tên con gái theo chữ này, như Hứa Bình Quân, Hoắc Thành Quân và Vương Chính Quân.
Cái tên "Chiêu Quân", ý nói Hán Hoàng rọi sáng Hung Nô, một biểu trưng rất lớn, nên nhiều người cho rằng "Vương Chiêu Quân" là có được tên này chỉ sau khi Vương thị được chọn làm vợ cho Thiền vu. Thời nhà Tấn, Tư Mã Chiêu được tôn làm Vũ Hoàng đế, kị húy "Chiêu", do đó Chiêu Quân bị sửa thành [Minh Quân; 明君], sử thường gọi là [Minh phi; 明妃].

### Nhập cung Hán
Hành trạng của Vương Chiêu Quân được ghi tương đối vắn tắt, đều chỉ tìm thấy trong mục "Truyện về Hung Nô" của cả hai sách Hán thư và Hậu Hán thư. Theo cả hai sách này ghi lại, Chiêu Quân tiến vào Hán cung của Hán Nguyên Đế, thân phận là một Gia nhân tử, tức hàng phi tần vô danh không có tước hiệu trong chế độ nhà Hán. Năm Cánh Ninh nguyên niên (33 TCN), Thiền vu Hung Nô là Hô Hàn Tà (呼韓邪) đến kinh đô Trường An để tỏ lòng thần phục nhà Hán, đề nghị được trở thành con rể của Nguyên Đế. Hoàng đế thuận theo, ban cho cho 5 cung nhân trong hậu cung, và một trong số ấy là Vương Chiêu Quân.
Sách Hậu Hán thư có nói khá chi tiết về câu chuyện của Chiêu Quân, khi ấy Chiêu Quân nhập cung nhiều năm mà chưa từng được diện Thánh, oán hận, bẩm Dịch đình lệnh tự tiến cử mình đi Hung Nô. Khi đến triều bái kiến, nàng được tả 「"Phong dung tịnh sức, quang minh Hán cung. Cố cảnh bùi hồi, tủng động tả hữu"; 豐容靚飾，光明漢宮，顧景裴回，竦動左右。」. Trông thấy Chiêu Quân như vậy, Hán Nguyên Đế kinh ngạc, muốn lưu lại nhưng không thể thất tín, bèn luyến tiếc để Chiêu Quân đi. Từ đó Chiêu Quân trở thành vợ của Hô Hàn Tà, xưng hiệu Yên chi (閼氏), là tên hiệu những người vợ có địa vị của các Thiền vu Hung Nô. Trước khi cưới Chiêu Quân, Hô Hàn Tà đã có khá nhiều Yên chi, trong đó có Chuyên Cừ Yên chi (颛渠阏氏) và Đại Yên chi, người sinh ra con trưởng Phục Chu Luy Nhược Đề của Hô Hàn Tà.
Sau khi về Hung Nô, Chiêu Quân lại được Hô Hàn Tà theo lệ lập làm Yên chi với phong hiệu Ninh Hồ Yên chi (寧胡阏氏), trong đó hai chữ "Ninh Hồ" về mặt chữ Hán có nghĩa là "Yên ổn người Hồ". Theo phân tích, "Chiêu Quân" cùng "Ninh Hồ" về căn bản đều là những cái tên mang màu sắc chính trị lớn, không hề tầm thường. Hai cái tên này đối ứng nhau, mang hàm nghĩa chính trị tương quan giữa Hán và Hung Nô, kết quả khiến Vương Chiêu Quân mang trọng trách làm cầu nối giữa hai nước.

### Cuộc sống ở Hung Nô
Từ khi làm Yên chi của Hô Hàn Tà, Vương Chiêu Quân tại Hung Nô đã sinh được 1 người con trai, tên gọi là Y Chư Trí Nha Sư (伊屠智牙師), về sau có xưng hiệu là Hữu Nhật Trục vương (右日逐王). Nhưng vấn đề này Hậu Hán thư ghi Chiêu Quân sinh 2 con trai. Theo thể chế Hung Nô, "Nhật Trục vương" thuộc về sở hạt của Tả Hiền vương (左賢王), quản lý các bộ phía Đông của Hung Nô, thường đều lấy con trai của Thiền vu đảm nhiệm.
Năm Kiến Thủy thứ 2 (31 TCN), Hô Hàn Tà chết, con trai lớn của Hô Hàn Tà lên làm Thiền vu tiếp theo, tên là Phục Chu Luy Nhược Đề (復株累若鞮). Chiêu Quân muốn trở về Trung Quốc, nhưng Hán Thành Đế đã buộc Chiêu Quân phải theo tập quán nối dây của người Hung Nô và Chiêu Quân phải làm Yên chi của Phục Chu Luy Nhược Đề. Trong cuộc hôn nhân mới này Chiêu Quân có hai người con gái, Tu Bốc Cư Thứ (須卜居次) và Đương Vu Cư Thứ (當于居次). Con gái cả tên [Vân; 云], chồng là Tu Bốc Đương (須卜當), nên gọi ["Tu Bốc Cư Thứ"], trong đó "Cư Thứ" ý là công chúa. Con gái thứ không rõ tên.
Năm Hồng Gia nguyên niên (20 TCN), Phục Chu Luy Nhược Đề qua đời. Không rõ khi nào Vương Chiêu Quân qua đời, được táng tại Thanh Trủng. Thời Hán Bình Đế, Thái hoàng thái hậu Vương Chính Quân lâm triều xưng chế, đem Tân Đô hầu Vương Mãng bỉnh chính quốc sự, con gái của Vương Chiêu Quân là Tu Bốc Cư Thứ vào Trường An để hầu Thái hoàng thái hậu, được thưởng hậu. Sau đó, Vương Mãng lập nhà Tân, cùng Hung Nô tranh chấp, đến năm Thiên Phượng nguyên niên (14), vợ chồng Tu Bốc Cư Thứ tại Trường An khuyên Hung Nô nghị hòa, nên phong cháu trai của Chiêu Quân là Vương Hấp (王歙) tước hiệu Hòa Thân hầu (和親侯).

## Truyền thuyết

### Họa công khí thị
Có một truyền thuyết về Vương Chiêu Quân, gọi là Họa công khí thị (畫工棄市). Sách Tây Kinh tạp ký (西京雜記) cuối đời Hán có ghi lại câu chuyện này như sau:
| “                 | 元帝後宮既多，不得常見，乃使畫工圖形，案圖召幸之。諸宮人皆路畫工，多者十萬，少者亦不減五萬。獨王牆不肯，遂不得見。匈奴入朝，求美人為闊氏，於是上案圖，以昭君行。及去，召見，貌為後宮第一，善應對，舉止閑推。帝悔之，而名籍已定，帝重信於外國，故不復更人。乃窮案其事，畫工皆棄市，籍其家，資皆巨萬。畫工有杜陵毛延壽，為人形，醜好老少，必得其真。安陵陳敞，新豐劉白、龔寬，並工為牛馬飛鳥眾勢，人形好醜，不逮延壽。下杜陽望，亦善畫，尤善布色。樊育亦善布色。同日棄市。京師畫工，於是差稀。 . Vì số phi tần trong hậu cung của Hán Nguyên Đế quá đông, nên Hoàng đế lệnh họa sư vẽ lại chân dung, dựa vào nhan sắc mà sẽ triệu hạnh. Các cung phi thường lo lót tiền cho họa sĩ để được vẽ cho đẹp, nhiều là 10 vạn tiền, ít cũng 5 vạn tiền. Chỉ có nàng Vương Tường không chịu đút lót, do đó chân dung không đến được Hoàng đế. Khi ấy Hung Nô đến chầu, xin cầu mỹ nhân để làm Yên chi. Nguyên Đế lựa chọn trong số chân dung, thấy Chiêu Quân tầm thường, nên chọn để phái đi Hung Nô. Trước khi đi thì Nguyên Đế triệu kiến nàng, diện mạo sáng ngời, trong cung không ai bì kịp, hơn nữa am hiểu đối đáp, cử chỉ trầm tĩnh văn nhã. Nguyên Đế thực sự hối hận, nhưng chuyện đã định, mà Nguyên Đế đối với ngoại quốc luôn chú trọng tín nghĩa, cho nên không hề thay đổi. Nguyên Đế liền điều tra rõ chuyện này, phát hiện thực trạng họa sĩ nhận hối lộ, đều đem đi trảm thị chúng giữa chợ, thu được gia sản thực kếch xù do hối lộ. Bọn họa sĩ ấy có Mao Diên Thọ người Đỗ Lăng, chuyên vẽ chân dung người, vô luận xấu mỹ lão thiếu, hắn đều có thể họa lại thực sự y người thật. Lại có người An Lăng là Trần Sưởng, người Tân Phong là Lưu Bạch cùng Cung Khoan, đều là vẽ chim bay ngựa phi, vẽ nhân vật thì thua Mao Diên Thọ. Người Hạ Đỗ là Dương Vọng cũng am hiểu vẽ nhân vật, đặc biệt giỏi về tô màu. Bọn họ một ngày bị giết, nhất thời trong kinh thiếu hụt họa sĩ. | ” |
| — Tây Kinh tạp ký | |   |

Câu chuyện bức tranh chân dung của Vương Chiêu Quân gắn liền với Mao Diên Thọ tương đối nổi tiếng, gần như truyền thuyết và dị bản về sau của Vương Chiêu Quân đều sẽ đề cập việc bị Mao Diên Thọ vẽ xấu hoặc lấp liếm chân dung đi. Lại có thuyết khác nói rằng khi vẽ Chiêu Quân, Mao Diên Thọ đã vẽ thêm một nốt ruồi dưới khóe mắt và tâu với Hán Nguyên Đế đó là 「Thương phu trích lệ; 伤夫滴泪」 hoặc 「Thương phu lạc lệ chí; 伤夫落泪痣」, ám chỉ nốt ruồi biểu thị người đó có tướng sát chồng. Vì vậy Hán Nguyên Đế không cho vời nàng tới tận khi Chiêu Quân bị cống sang Hung Nô. Một thuyết khác thì Chiêu Quân tài hoa tự vẽ chân dung của mình, nhưng bức tranh đó bị Mao Diện Thọ điểm thêm nốt ruồi.
Nhà sử học Ngô Căng (吴兢) thời Đường đã cho ra một dị bản về câu chuyện của nàng như sau:
| “                             | 舊史五嬙字昭君，漢元帝時，匈奴入朝，詔以嬙配之，號胡閼氏。一說漢元帝後宮既多，不得常見，乃使畫工圖其形，案圖召幸。宮人皆賂畫工，多者十萬，少者亦不減五萬。昭君自恃容貌，獨不肯與。工人乃醜圖之，遂不得見。及後匈奴入朝，選美人配之，昭君之圖當行。及入辭，光彩射人，悚動左右。天子方重失信外國，悔恨不及，窮案其事，畫工有杜陵毛延壽，為人形，醜好老少，必得其真。安陵陳敞，新豐劉白龔寬，並工狗馬，人形不逮延壽。下杜陽望樊青，尤善布眾色。皆同日棄市，籍其資財。漢人憐昭君遠嫁，為作歌詩。始武帝以江都王建女細君為公主，嫁烏孫王昆莫，令琵琶馬上作樂，以慰其道路之思。其送明君亦然。晉文王諱"昭"，故晉人改為"明君"。石崇有妓曰綠珠，善歌舞。以此曲教之，而自制《王明君歌》，其文悲雅，"我本漢家子"是也。。 . Sử xưa, có nàng Tường, tự Chiêu Quân. Thời Hán Nguyên Đế, Hung Nô nhập triều, lấy Tường ban, hiệu Hồ Yên chi. Lại có thuyết nói số phi tần trong hậu cung của Nguyên Đế quá đông, nên Hoàng đế ra lệnh cho các họa sĩ phải vẽ hình các cung phi để Hoàng đế chọn. Các cung phi thường lo lót tiền cho họa sĩ để được vẽ cho đẹp, mong Hoàng đế để ý tới. Chiêu Quân từ chối đút lót cho họa sĩ, hậu quả bức chân dung nàng thật xấu xí nên nàng không được Hán Nguyên Đế để mắt tới. Khi Hung Nô vào chầu, Nguyên Đế chọn nàng vì thấy chân dung xấu xí, tuy nhiên khi nàng bước lên điện thì dung mạo sáng ngời khác hẳn trong tranh. Hán Đế trọng tín với ngoại quốc, không thể phản kháng, hối hận không kịp. Hoàng đế bèn cho dò hỏi rốt cuộc là chuyện gì, điều tra ra được họa sư người Đỗ Lăng là Mao Diên Thọ có liên quan, lại điều tra ra thêm Trần Sưởng người An Lăng, Lưu Bạch Cung Khoan người Tân Phong, đều bị chém đầu thị chúng, tịch thu của cải. Người Hán vì thương cảm Chiêu Quân bị gả xa, làm thi ca. Lấy tiền lệ Hán Vũ Đế lấy con gái của Giang Đô vương Kiến là Tế Quân làm Công chúa gả cho Ô Tôn vương Côn Mặc, Nguyên Đế lệnh tấu đàn tỳ bà lên mua vui, muốn tiễn giai nhân lên đường. Tấn Văn vương húy Chiêu, nên về sau nàng cũng bị sửa lại thành "Minh Quân". Có ca nữ của Thạch Sùng là nàng Lục Châu, giỏi ca vũ, tự chế tác vũ khúc, xưng gọi "Vương Minh Quân ca", lời văn bi nhã. | ” |
| — Vương Chiêu Quân - Ngô Căng | |   |

### Oán hận xin đi
Sách Hậu Hán thư cho rằng, Hán Nguyên Đế đã từng gặp Vương Chiêu Quân nhưng không biết cảm nhận vẻ đẹp của nàng. Chiêu Quân vô cùng thất vọng và đau khổ sau nhiều năm sống cô độc trong cung cấm. Khi Hô Hàn Tà đến cầu thân, Chiêu Quân đã "oán hận", tự nguyện xin gả cho Hô Hàn Tà như một quyết định phản kháng.
Còn trong Cầm Thao (琴操) của Thái Ung, ghi lại một hành trạng của Vương Chiêu Quân như sau:
| “                       | 王昭君者。齐国王穰女也。昭君年十七时。颜色皎洁。闻于国中。穰见昭君端正闲丽。未尝窥看门户。以其有异于人。求之皆不与。献于孝元帝。以地远既不幸纳。叨备后宫。积五六年。昭君心有怨旷。伪不饰其形容。元帝每历后宫。疏略不过其处。后单于遣使者朝贺。元帝陈设倡乐。乃令后宫妆出。昭君怨恚日久。不得侍列。乃更修饰。善妆盛服。形容光辉而出。俱列坐。元帝谓使者曰：单于何所愿乐。对曰：珍奇怪物。皆悉自备。惟妇人丑陋。不如中国。帝乃问后宫。欲一女赐单于。谁能行者起。于是昭君喟然越席而前曰：妾幸得备在后宫。粗丑卑陋。不合陛下之心。诚愿得行。时单于使者在旁。帝大惊悔之。不得复止。良久太息曰：朕已误矣。遂以与之。昭君至匈奴。单于大悦。以为汉与我厚。纵酒作乐。遣使者报汉。送白璧一双、骏马十匹、胡地珠宝之类。昭君恨帝始不见遇。心思不乐。心念乡土。乃作怨旷思惟歌曰云云。昭君有子曰世违。单于死。子世违继立。凡为胡者。父死妻母。昭君问世违曰：汝为汉也。为胡也。世违曰：欲为胡耳。昭君乃吞药自杀。单于举葬之。胡中多白草。而此冢独青。 . Vương Chiêu Quân, là con gái Vương Nhương người nước Tề. Năm 17 tuổi, nhan sắc rực rỡ, nổi tiếng đến trong nước. Vương Nhương thấy con gái diễm lệ, trì trệ mãi chưa chịu ưng mối hôn sự nào. Vì tự thấy con gái hơn người, nên cầu toàn vô cùng, cuối cùng đem dâng cho Nguyên Đế. Vì đất xa xôi nên chưa sủng hạnh ngay, (Chiêu Quân) bị đem bỏ trong hậu cung. Mòn mỏi chờ đợi 6 năm trời chưa từng sủng hạnh qua, nên Chiêu Quân từ đó sinh oán hận. Mỗi khi Nguyên Đế triệu hạnh hậu cung, chưa từng ngó đến nàng. Sau đó, Thiền vu cử sứ giả đến triều hạ, Nguyên Đế bày biện lễ nhạc, triệu hậu cung ra tiếp đãi. Chiêu Quân bị bỏ quên lâu ngày, khi ấy quyết định ăn mặc đẹp đẽ, trang điểm kỹ lưỡng, dung nhan của nàng càng phát huy sáng ngời. Nguyên Đế hỏi sứ giả rằng: "Thiền vu vui thích cái gì nhất?", sứ giả nói:"Trân kỳ bảo vật, chỗ chúng thần đều có. Riêng phụ nữ rất xấu xí, không bằng Trung Quốc". Hán Nguyên Đế nghe thế bèn quay ra hỏi hậu cung, ai tình nguyện được ban cho Thiền vu. Chiêu Quân bùi ngùi tịch mịch bước ra thưa:"Thiếp theo chỉ vào hậu cung, thân người xấu xí ti lậu, không hợp ý của bệ hạ, chưa từng được sủng hạnh qua, xin được theo Thiền vu". Khi ấy Hán Nguyên Đế trông thấy nhan sắc của nàng, rất hối hận nhưng do sứ giả của Hung Nô kề bên, không tiện nuốt lời, chỉ than: "Trẫm thực lầm rồi!". Sau khi Chiêu Quân đến Hung Nô, Thiền vu trông thấy nhan sắc của nàng bèn rất vui, cho rằng Hán Đế đãi mình rất hậu, sai sứ giả dâng 1 đôi ngọc trắng, 10 thớt tuấn mã kèm rất nhiều hòm châu báu. Chiêu Quân hận Nguyên Đế từ đầu không chịu gặp mình, buồn bực không vui, lại nhớ quê cha đất tổ, bèn làm một bài Oán kháng tư duy ca. Chiêu Quân sinh một con, tên Thế Vi. Khi Thiền vu chết, tập tục cha chết thì con cưới mẹ, nên Thế Vi lại cưới Chiêu Quân. Nàng không chịu được việc này, hỏi hắn:"Ngươi là người Hán, hay là người Hồ?", Thế Vi đáp:"Muốn là Hồ", Chiêu Quân bèn nuốt thuốc tự sát. Thiền vu cho cử táng. Ở xứ Hồ nhiều cây trắng, nhưng riêng mộ của nàng chỉ độc một màu xanh. | ” |
| — 怨旷思惟歌（汉·王嫱） | |   |

### Chiêu Quân xuất tái
Câu chuyện về Chiêu Quân đến biên cương, được gọi Chiêu Quân xuất tái (昭君出塞) trở thành một trong những điển tích nổi tiếng nhất trong thi ca Trung Quốc về sau, thường xuyên là đề tài sáng tác của các thi nhân.
Truyền thuyết nói rằng, khi Chiêu Quân đi ngang một hoang mạc lớn, lòng nàng chan chứa nỗi buồn vận mệnh cũng như lìa xa quê hương. Nhân lúc ngồi lưng ngựa buồn u uất, Chiêu Quân liền cầm cây đàn tỳ bà, đàn một khúc gọi là "Xuất tái khúc". Có một con ngỗng trời bay ngang, nghe nỗi u oán cảm thương trong khúc điệu liền ruột gan đứt đoạn và sa xuống đất. Từ "Lạc nhạn" trong câu "Trầm ngư lạc nhạn" (沉魚落雁; chim sa cá lặn) do đó mà có. Khi qua Nhạn Môn Quan, cửa ải cuối cùng, Chiêu Quân được cho là đã cảm tác nhiều bài thơ rất cảm động. Tiếng đàn của Chiêu Quân ở Nhạn Môn Quan trở thành điển tích "Hồ Cầm". Cũng từ đó về sau, đề tài Chiêu Quân trong hội họa không hề thiếu đi hình ảnh cây đàn tỳ bà, tựa hồ tỳ bà cũng trở thành một biểu tượng gắn liền với hình ảnh Chiêu Quân.
Những năm tháng sống trên đất Hung Nô, dẫu được hết lòng chiều chuộng và sủng ái nhưng nàng Chiêu Quân vẫn đau đáu nỗi nhớ quê. Nàng mang theo một ước nguyện được hồi hương để được chút thỏa lòng. Nỗi nhớ quê như người con nhớ mẹ. Mong muốn được về ấp ủ trong vòng tay yêu thương. Hạnh phúc nhung lụa chẳng thể lấp đầy được khát khao về quê nhà. Ánh mắt nhìn xa xăm theo cánh chim mà tựa đầu ủ dột hoài cố hương. Ngày mà đáng lẽ Chiêu Quân được về với quê nhà thì lại là ngày mà một lần nữa nàng phải cam chịu ở lại miền đất Hung Nô mà không bao giờ được quay trở về nữa. Nỗi lòng buồn đau vời vợi, tâm can kia như ai xéo dày. Nàng chỉ biết khóc mà tủi thân trách phận. Vậy là biền biệt quê hương chẳng được về. Ngôi làng quê hương của nàng ngày nay mang tên là "làng Chiêu Quân", dòng suối nơi tương truyền nàng từng ra giặt vải trước khi được tuyển vào hoàng cung, được đặt tên là Hương Khê (suối thơm) để tưởng nhớ nàng. Trong miền Nội Mông Cổ có hai địa điểm được cho là mộ của Chiêu Quân, một gần Hohhot và một gần Bao Đầu, cả hai đều xanh ngắt cỏ tươi, nên đều được gọi là Thanh Trủng (mồ xanh).
Kể từ thế kỉ 3 trở đi, câu chuyện về Chiêu Quân đã được phóng tác nên như là hình tượng của một nhân vật nữ đầy bi thương trong nhiều tác phẩm thơ ca hay kịch, thông qua ngòi bút của các thi sĩ như Lý Bạch, Đỗ Phủ, Bạch Cư Dị, Vương An Thạch, Quách Mậu Thiến, Mã Trí Viễn, Tào Ngu, Quách Mạt Nhược, Tiễn Bá Tán,...

## Hình tượng văn hóa

### Thi ca

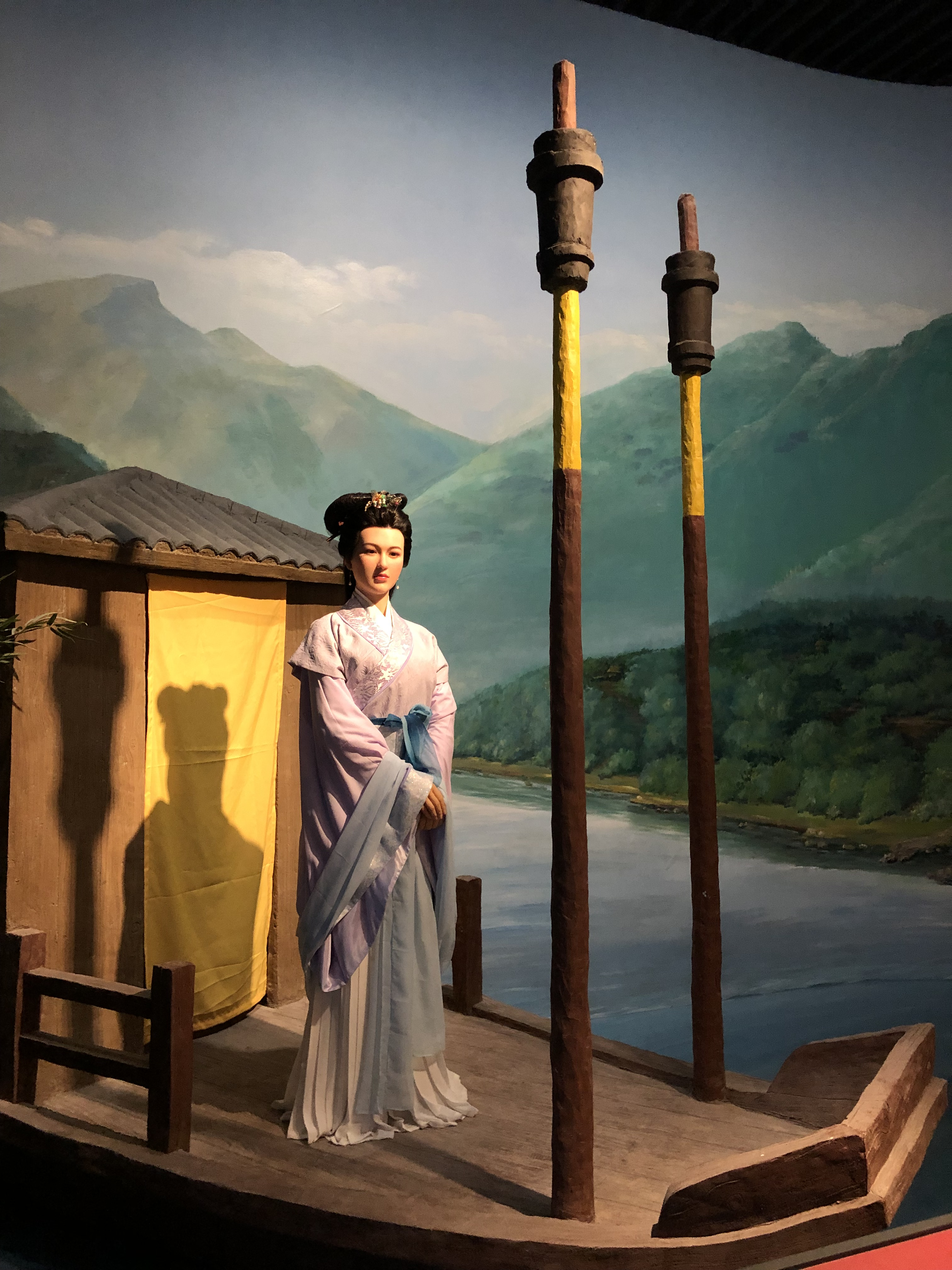
Tượng Vương Chiêu Quân tại Bảo tàng Nghi Xương, Trung Quốc

Những tác phẩm thơ ca viết về Chiêu Quân xuất hiện vào khoảng từ đầu thế kỷ 7 đến cuối thế kỷ 13, thường dựa trên những dị bản của Ngô Quân. Đa số đều nói về sự ra đi cùng nỗi oán hận của nàng. Chiêu Quân thường xuất hiện với một vẻ đẹp u buồn, choàng khăn đỏ, mặc áo lông, ôm đàn tỳ bà, cùng với một con bạch mã.
Nhà thơ Lý Bạch viết hai bài thơ về Chiêu Quân:
| 王昭君其一 ... 漢家秦地月， 流影照明妃。 一上玉關道， 天涯去不歸。 漢月還從東海出， 明妃西嫁無來日。 燕支長寒雪作花， 蛾眉憔悴沒胡沙。 生乏黃金枉圖畫， 死留青冢使人嗟。 | Vương Chiêu Quân kỳ 1 ... Hán gia Tần địa nguyệt, Lưu ảnh chiếu Minh Phi. Nhất thướng Ngọc Quan đạo, Thiên nhai khứ bất quy. Hán nguyệt hoàn tòng Đông hải xuất, Minh Phi tây giá vô lai nhật. Yên Chi trường hàn tuyết tác hoa, Nga my tiều tụy một Hồ sa. Sinh phạp hoàng kim uổng đồ họa, Tử lưu thanh trủng sử nhân ta. | Dịch thơ, bởi Trúc Khê ... Xứ Tần trăng sáng tỏ, Dõi bóng chiếu Minh Phi. Một lên đường ải Ngọc, Bên trời biền biệt đi. Trăng Hán vẫn mọc ngoài Đông Hải, Minh Phi sang Hồ không trở lại. Lạnh lùng hoa tuyết núi Yên Chi, Cát bụi bay mù ngập thúy mi. Sống thiếu cân vàng tranh vẽ nhọ, Chết phơi nấm đất cỏ xanh rì. |

| 王昭君其二 ... 昭君拂玉鞍， 上馬啼紅頰。 今日漢宮人， 明朝胡地妾。 | Vương Chiêu Quân kỳ 2 ... Chiêu Quân phất ngọc an Thướng mã đề hồng giáp Kim nhật Hán cung nhân Minh triêu Hồ địa thiếp. | Dịch thơ ... Chiêu Quân phủi yên ngọc, Lên ngựa, đấng má hồng nức nở. Hôm nay là người trong cung Hán, Sáng mai đã thành tì thiếp ở đất Hồ |

Thi thánh Đỗ Phủ cũng để lại những bình phẩm sâu sắc qua bài "Vịnh hoài cổ tích":
| 詠懷古跡五首之三 ... 群山萬壑赴荊門， 生長明妃尚有村。 一去紫台連朔漠， 獨留青塚向黃昏。 畫圖省識春風面， 環佩空歸月夜魂。 千載琵琶作胡語， 分明怨恨曲中論。 | Vịnh hoài cổ tích ngũ thủ chi tam ... Nghìn non vạn suối tới Kinh Môn Quê quán Minh Phi vẫn hãy còn Đài tía bước ra nơi sóc mạc Nấm mồ gửi lại bóng hoàng hôn Vẻ xuân tranh cổ phôi pha nét Gót ngọc đêm trăng phảng phất hồn Đàn phổ tiếng Hồ muôn thuở đó Tỳ bà oán hận mạch sầu tuôn. |

Thi sĩ Bạch Cư Dị làm về Chiêu Quân:
| 昭君詞其一 ... 滿面胡沙滿鬢風， 眉銷殘黛臉銷紅。 秋苦辛勤憔悴盡， 如今卻似畫圖中。 | Chiêu Quân từ, bản dịch của Tản Đà ... Cát Hồ đầy mặt, gió đầy tai, Mực nhạt mày xanh, má đỏ phai. Khổ sở lo buồn tiều tuỵ thế, Mới là tranh vẽ giống như ai. |

| 過昭君村 ... 靈珠產無種，彩雲出無根。 亦如彼姝子，生此遐陋村。 至麗物難掩，遽選入君門。 獨美衆所嫉，終棄出塞垣。 唯此希代色，豈無一顧恩。 事排勢須去，不得由至尊。 白黑既可變，丹青何足論。 竟埋代北骨，不返巴東魂。 慘澹晚雲水，依稀舊鄉園。 妍姿化已久，但有村名存。 村中有遺老，指點爲我言。 不敢往者戒，恐貽來者冤。 至今村女面，燒灼成瘢痕。 | Quá Chiêu Quân thôn ... Linh châu sản vô chủng, thải vân xuất vô căn. Diệc như bỉ xu tử, sinh thử hà lậu thôn. Chí lệ vật nan yểm, cự tuyển nhập quân môn. Độc mỹ chúng sở tật, chung khí xuất tắc viên. Duy thử hi đại sắc, khởi vô nhất cố ân. Sự bài thế tu khứ, bất đắc do chí tôn. Bạch hắc kí khả biến, đan thanh hà túc luận. Cánh mai đại bắc cốt, bất phản ba đông hồn. Thảm đạm vãn vân thủy, y hi cựu hương viên. Nghiên tư hóa dĩ cửu, đãn hữu thôn danh tồn. Thôn trung hữu di lão, chỉ điểm vi ngã ngôn. Bất cảm vãng giả giới, khủng di lai giả oan. Chí kim thôn nữ diện, thiêu chước thành ban ngân. |

Nhà cải cách thời Tống là Vương An Thạch đã viết hai bài thơ về Chiêu Quân, đưa ra những cách nhìn nhận khá độc đáo. Một trong hai bài đó:
| 明妃曲其一 ... 明妃初出漢宮時， 淚濕春風鬢腳垂。 低回顧影無顏色， 尚得君王不自持。 歸來卻怪丹青手， 入眼平生未曾有。 意態由來畫不成， 當時枉殺毛延壽。 一去心知更不歸， 可憐著盡漢宮衣。 寄聲欲問塞南事， 只有年年鴻雁飛。 家人萬里傳消息： 好在氈城莫相憶； 君不見： 咫尺長門閉阿嬌， 人生失意無南北。 | Minh phi oán kỳ 1 ... Từ ấy nàng xa chốn Hán cung, Tóc mai gió thổi lệ xuân nồng. Dung nhan nhìn lại bơ phờ quá, Thiên tử muôn trùng luống khổ tâm! Oán trách nhầm tay họa sĩ hèn, Sắc đẹp xưa nay chẳng thấy quen Thần thái trời sinh ai vẽ nổi? Mao Diên Thọ chết vẫn còn oan. Một đi đi mãi, đáng thương thay! Áo Hán cung xưa vẫn mặc dày Phương nam thư gửi về quan ải Chỉ thấy năm dài cánh nhạn bay. Người nhà muôn dặm nhắn tin cùng Ở lại chiên thành chớ ngóng trông Nàng chẳng thấy đó sao: A Kiều khóa chặt Trường Môn đó Nam bắc nào ai được thỏa lòng? |

Không chỉ Trung Hoa, những nhà thơ Việt Nam cũng cảm thán cho số phận của Vương Chiêu Quân. Ta có thể thấy qua bài Chiêu Quân của Quang Dũng:
Tuyết lạnh che mờ trời Hán Quốc
Tỳ bà lanh lảnh buốt cung Thương
Tang tình năm ngón sầu dâng lệ
Chiêu Quân sang Hồ xừ hồ xang
Đây Nhạn Môn Quan đường ải vắng
Trường Thành xa lắm Hán Vương ơi!
Chiêu Quân che khép mền chiên bạch
Gió bấc trời Phiên thấm lạnh rồi
Ngó lại xanh xanh triều Hán Đế
Từng hàng châu lệ thấm chiên nhung
Quân vương chắc cũng say và khóc
Ái khanh! Ái khanh! Lời nghẹn ngùng
Hồ xang hồ xang xự hồ xang
Chiêu Quân nàng ơi lệ dâng hàng
Lã chã trời Phiên mưa tuyết xuống
Chiêu Quân sang Hồ, xừ hồ xang.
Tế Chiêu Quân của Tản Đà:
Tản Đà chú thích: Bài này khi tôi ở chơi chùa Non Tiên, làm bằng chữ Nho để tế nàng Chiêu Quân giữa đêm hôm 13 tháng 3 năm Duy Tân thứ 7. Sau về đến Nam Định, quan huyện Nẻ (Nễ Xuyên Nguyễn Thiện Kế) mới dịch ra Nôm cho
Cô ơi, cô đẹp nhất đời
Mà cô mệnh bạc, thợ trời cũng thua
Một đi, từ biệt cung vua
Có về đâu nữa, đất Hồ nghìn năm!
Mồ xanh còn dấu còn căm,
Suối vàng lạnh lẽo cô nằm với ai?
Má hồng để tiếc cho ai,
Đời người như thế có hoài mất không!
Khóc than nước mắt ròng ròng
Xương không còn vết, giận không có kì.
Mây mờ trăng bạc chi chi
Hôi tanh thôi có mong gì khói nhang,
Ới hồng nhan, hỡi hồng nhan!
Khôn thiêng cũng chẳng ai van ai mời.
Trời Nam thằng kiết là tôi.
Chùa Tiên đất khách khóc người bên Ngô.
Cô với tôi, tôi với cô,
Trước sân lễ bạc có mồ nào đây.
Hồn cô có ở đâu đây,
Đem nhau đi với lên mây cũng đành.

### Sân khấu
Từ thế kỷ 13 đã xuất hiện nhiều tác phẩm kịch nghệ về Chiêu Quân. Kịch tác gia nổi tiếng Mã Trí Viễn (1252-1321) dẫn đầu với vở kịch Hán Cung Thu, tập trung vào chủ đề bảo vệ đất nước.
Khi người Hung Nô đe dọa biên cương nhà Hán, triều đình, đứng đầu là Hán Nguyên Đế, không tìm được một phương sách hiệu quả nào. Chiêu Quân được miêu tả như một người phụ nữ thông minh tuyệt đỉnh, luôn hết lòng vì hòa bình và sự bảo tồn giang sơn nhà Hán. Nàng hoàn toàn tương phản với vị hoàng đế kém cỏi và hèn nhát, viên thừa tướng thối nát bất tài, và tên thợ vẽ tư lợi Mao Diên Thọ. Tiếc thay, vở kịch có chỗ còn chưa đạt. Hai phần ba nội dung của kịch được dành để nói về chuyện tình giữa hoàng đế và người cung phi, làm giảm đi hình ảnh anh hùng của Chiêu Quân. Vào thời hiện đại, học giả Quách Mạt Nhược đã sáng tác một vở kịch mang tên "Vương Chiêu Quân", miêu tả bi kịch của Chiêu Quân như là hậu quả của mâu thuẫn giữa tinh thần dũng cảm và khao khát tự do của nàng và những âm mưu đen tối của Nguyên Đế và Mao Diên Thọ.

### Phim ảnh
| Năm  | Tên phim                | Diễn viên              | Chế tác                               |
| ---- | ----------------------- | ---------------------- | ------------------------------------- |
| 1964 | 《Vương Chiêu Quân》    | Lâm Đại 林黛           | Thiệu thị huynh đệ                    |
| 1984 | 《Vương Chiêu Quân》    | Ngụy Thu Hoa 魏秋樺    | Asia Television Limited               |
| 1987 | 《Vương Chiêu Quân》    | Hoàng Hồng 黄虹        | Đài truyền hình Nội Mông Cổ và Hồ Bắc |
| 1988 | 《Vương Chiêu Quân》    | Tống Cương Lăng 宋岡陵 | Công ty Truyền hình Trung Quốc        |
| 2004 | 《Chiêu Quân xuất tái》 | Lý Thể Hoa 李彩華      | Đài truyền hình trung ương Trung Quốc |
| 2007 | 《Vương Chiêu Quân》    | Dương Mịch 楊冪        | Đài truyền hình trung ương Trung Quốc |